# Van Rensselaer Potter
Van Rensselaer Potter II (27 de agosto de 1911- 6 de septiembre de 2001) fue un bioquímico estadounidense, profesor de oncología en el Laboratorio McArdle de Investigaciones sobre Cáncer de la Universidad de Wisconsin-Madison por más de 50 años.
Fue el primer autor que, en los Estados Unidos, utilizó el vocablo bioética, combinación que ya antes, en 1927, había acuñado el pastor protestante, teólogo, filósofo y educador alemán Fritz Jahr, quien usó la combinación Bio-Ethik (unión de los vocablos griegos bios, "vida", y ethos, "comportamiento") en un artículo sobre la relación entre el ser humano, las plantas y los animales.
En un artículo publicado en 1970 -"Bioethics: The science of survival" (Bioética: La ciencia de la supervivencia)- usó él también esa combinación de términos, y en su libro de 1971 Bioethics: Bridge to the Future (La bioética: Un puente hacia el futuro)- la confirmó. Su propuesta era crear una disciplina que integrara la biología, la ecología, la medicina y los valores humanos. Usó una sugerente imagen para unir ambos campos (la ética y la biología), hablando de la creación de puentes que permitan al hombre sobrevivir ante las amenazas -sobre todo ambientales- que implica el progreso técnico. Para acentuar este sentido más ecológico del término, acuñó también la expresión bioética global en 1988.